# 19. september
19. september je 262. dan leta (263. v prestopnih letih) v gregorijanskem koledarju. Ostajajo še 103 dnevi.

## Dogodki
- 1356 – v bitki pri Poitiersu (stoletna vojna) angleška vojska porazi Francoze
- 1598 – Ferdinand II. Habsburški izda ukaz, da morajo v 14 dneh iz štajerskih mest in trgov oditi vsi protestantski učitetlji in pridigarji.
- 1783 – brata Montgolfier pošljeta v zrak prvi balon na topli zrak s posadko (petelin, ovca, raca)
- 1928 – prvič predvajan film Parnik Willie, v katerem se pojavi Miki Miška
- 1941:
  - Wehrmacht zasede Kijev
  - pri Valjevu se sestaneta Tito in Draža Mihajlović
  - nacisti izdajo ukaz, po katerem morajo Judje nositi Davidovo zvezdo
- 1943 – enote Prešernove brigade potolčejo belogardiste in skoraj povsem uničijo grad Turjak
- 1944 – zavezniki in Finska podpišejo premirje
- 1955 – Juan Perón zapusti Argentino
- 1959 – Nikita Sergejevič Hruščov si med obiskom ZDA ogleda Disneyland
- 1975 – svečana razglasitev ustanovitve Univerze v Mariboru
- 1985 – potres v Mehiki zahteva 9.500 smrtnih žrtev
- 1989 – v eksploziji francoskega letala nad Nigrom umre 171 ljudi
- 1991 – v ledeniku Ötztalskih Alp najdena 5.300 let stara mumija - Ötzi
- 1992 – ZR Jugoslavija izključena iz OZN
- 1999 – ob razglasitvi Antona Martina Slomška za blaženega papež Janez Pavel II. drugič obišče Slovenijo

## Rojstva
- 866  - Leon VI. Modri,  cesar Bizantinskega cesarstva († 912)
- 1377 – Albreht IV. Habsburški, vojvoda Avstrije († 1404)
- 1551 – Henrik III. Francoski († 1589)
- 1749 – Jean Baptiste Joseph Delambre, francoski matematik, astronom, geometer, zgodovinar astronomije († 1822)
- 1802 – Lajos Kossuth, madžarski politik, bojevnik za neodvisnost († 1894)
- 1813 – Christian Heinrich Friedrich Peters, nemško-ameriški astronom († 1890)
- 1851 – Ivan Hribar, slovenski politik († 1941)
- 1871 – Fritz Richard Schaudinn, nemški zoolog, mikrobiolog († 1906)
- 1907 – Heinrich Trettner, nemški general († 2006)
- 1910 – France Bezlaj, slovenski jezikoslovec († 1993)
- 1911 – William Golding, angleški pisatelj, nobelovec 1983 († 1993)
- 1922 – Emil Zátopek, češki atlet († 2000)
- 1926 – Masatoshi Koshiba, japonski fizik, nobelovec 2002
- 1936 – Al Oerter, ameriški atlet († 2007)
- 1941 – Umberto Bossi, italijanski politik
- 1947 – Mate Granić, hrvaški politik
- 1948 – Jeremy Irons, britanski igralec
- 1965 – 
  - Branko Cestnik, slovenski rimokatoliški duhovnik in teolog
  - 1965 – Sunita Williams, ameriška astronavtka indijsko-slovenskega rodu
- 1967 – Aleksander Aleksandrovič Karelin, ruski rokoborec in politik
- 1973 – Cristiano da Matta, brazilski avtomobilski dirkač
- 1974 – Victoria Silvstedt, švedska igralka, pevka, fotomodel
- 1975 – Aurelia Frick, lihtenštajnska političarka in pravnica
- 1985 – Pia Tajnikar, slovenska atletinja
- 1987 – 
  - Gašper Gobec, slovenski košarkar
  - 1987 – Danielle Panabaker, ameriška filmska in televizijska igralka
- 1991 – Martin Juhart, slovenski glasbenik

## Smrti
- 1123 – Tajdzu, ustanovitelj  dinastije Džin (* 1068)
- 1147 – Igor II., kijevski veliki knez
- 1339 – cesar Go-Daigo, 96. japonski cesar (* 1288)
- 1356 –
  - Geoffroi de Charny, francoski vitez, pisatelj (* 1300)
  - Jean de Clermont, francoski maršal
  - Peter I., bourbonski vojvoda (* 1311)
  - Valter VI., grof Brienneja (* 1302)
- 1693 – baron Janez Vajkard Valvasor, slovenski plemič, polihistor, zgodovinar, topograf, etnograf, risar (* 1641)
- 1710 – Ole Christensen Rømer, danski astronom, matematik (* 1644)
- 1736 – Feofan Prokopovič, ruski teolog (* 1681)
- 1812 – Mayer Amschel Rothschild, nemški bankir judovskega rodu (* 1744)
- 1843 – Gaspard-Gustave Coriolis, francoski fizik, inženir, matematik (* 1792)
- 1909 – Jožef Borovnjak, slovenski rimskokatoliški župnik in pisatelj na Madžarskem († 1909)
- 1913 – Giacomo Doria, italijanski naravoslovec, raziskovalec (* 1840)
- 1917 – Fran Maselj-Podlimbarski, slovenski pisatelj (* 1852)
- 1925 – Georg August Schweinfurth, nemški botanik, popotnik (* 1836)
- 1927 – Dora Angela Duncanon - Isadora Duncan, ameriška plesalka (* 1878)
- 1935 – Konstantin Edvardovič Ciolkovski, ruski matematik, fizik, letalski in raketni konstrukter, inženir, vizionar (* 1857)
- 1971 – William Foxwell Albright, ameriški arheolog (* 1891)
- 1978 – Étienne Gilson, francoski krščanski filozof (* 1884)
- 1985 – Italo Calvino, italijanski pisatelj, novinar kubanskega rodu (* 1923)